# Carretera Estatal de Idaho 55
La Carretera Estatal de Idaho 55, y abreviada SH 55 (en inglés: Idaho State Highway 55) es una carretera estatal estadounidense ubicada en el estado de Idaho. La carretera inicia en el oeste desde la US 95     en Marsing hacia el este en la US 95     en New Meadows. La carretera tiene una longitud de 239,3 km (148.701 mi).

## Mantenimiento
Al igual que las autopistas interestatales, y las rutas federales y el resto de carreteras estatales, la Carretera Estatal de Idaho 55 es administrada y mantenida por el Departamento de Transporte de Idaho por sus siglas en inglés ITD.